# Хекуба
Хекуба е първата жена на троянския цар Приам и майка от него на Парис, Хектор и Касандра, както и на още 16 деца. Дъщеря е на Димант, цар на Фригия.
Потомството на Хекуба е свързвано в гръко-римската митология с различни легенди. Конкретно за Парис се твърди, че бременната с него царица е получила поличба за връзката му с бъдещата гибел на града под атаките на ахейците, под формата на сън, в който вижда, че вместо бебе от корема й излиза горяща факла, която подпалва града. Представяна е и като влюбена в бог Аполон, от когото зачева и ражда син на име Троил.
При подялбата на пленничките, след края на Троянската война, Хекуба се пада на Одисей. Отведена е до брега на Тракийски Херсонес, където (според Еврипид) избожда с пръсти очите на трака Полиместор, убил най-малкия ѝ син Полидор, който му е бил даден да го пази, заедно с много от съкровищата на Троя. 
Накрая, според някои легенди, Хекуба е превърната в кучка.